# Fangchengbao Tai 3
O Fangchengbao Tai 3 (chinês: 方程豹 钛3; pinyin: Fāngchéngbào Tàisān) é um SUV crossover compacto totalmente elétrico produzido pela BYD Auto sob sua submarca de luxo Fangchengbao. Lançado em 2025, o Tai 3 foi projetado para se posicionar como um veículo versátil, combinando um design robusto e futurista com tecnologia avançada para uso tanto urbano quanto em atividades de lazer ao ar livre.
O modelo se destaca por sua plataforma Evo+, seu sistema de assistência ao motorista de ponta e uma versão exclusiva que inclui um drone DJI integrado, operado diretamente pelo sistema multimídia do carro.[carece de fontes?]

## História e desenvolvimento
A marca Fangchengbao foi lançada pela BYD em junho de 2023 como uma submarca focada em veículos de luxo e com personalidade, posicionando-se acima da linha Denza. A estratégia da marca foi dividida em duas séries principais: a série "Bao" (Leopardo), composta por veículos off-road com chassi de longarinas, como o Fangchengbao Bao 5, e a série "Tai" (Titânio), baseada em uma estrutura monobloco e voltada para um uso mais versátil e familiar.
O Tai 3 foi apresentado pela primeira vez como o carro-conceito Super 3 no Salão do Automóvel de Pequim em abril de 2024. O conceito já adiantava as linhas de design agressivas e a proposta tecnológica do modelo. Em março de 2025, o veículo iniciou seu período de pré-venda já com o nome oficial de Tai 3, e seu lançamento completo ocorreu em 16 de abril de 2025.

## Design
O design do Tai 3 é um de seus pontos de maior destaque, descrito pela própria marca e pela mídia especializada como inspirado em "mechas" e "naves espaciais" (星际战车, Xīngjì Zhànchē).

### Exterior
A carroceria é caracterizada por linhas retas, ângulos agudos e uma postura robusta. A dianteira possui faróis de LED afilados que se conectam a uma peça central escura, dispensando uma grade tradicional. As caixas de roda são proeminentes e trapezoidais, e a carroceria tem uma pintura em dois tons, com o teto, colunas e para-choques em preto ou cinza para criar um efeito de "teto flutuante".
Na traseira, as lanternas verticais e o design angular reforçam o estilo futurista. Dependendo da versão, a traseira pode ser equipada com uma caixa de ferramentas externa em formato de "asa voadora" ou com o compartimento que abriga o drone integrado.

### Interior
O interior segue a temática de "cockpit", com foco na funcionalidade e durabilidade em vez de luxo convencional. O painel é dominado por uma grande tela central giratória, característica dos veículos da BYD, e um painel de instrumentos digital. O console central é largo e elevado, abrigando uma alavanca de câmbio grande e robusta, além de botões físicos para funções essenciais.
O espaço interno é otimizado pela plataforma elétrica, oferecendo bom espaço para cinco ocupantes. Entre os recursos de conveniência, estão um refrigerador automotivo e um sistema de som premium da Devialet nas versões superiores.

## Especificações técnicas

### Plataforma e Motorização
O Tai 3 é construído sobre a e-Platform 3.0 Evo+ da BYD, uma evolução da plataforma dedicada a veículos elétricos que integra bateria, motor e sistemas de controle de forma mais eficiente. Ele está disponível em duas configurações de powertrain:
| Configuração          | Motor                                                    | Potência                    | Torque              |
| --------------------- | -------------------------------------------------------- | --------------------------- | ------------------- |
| RWD (Tração Traseira) | 1 motor elétrico síncrono de ímã permanente              | 160 kW (218 cv)             | 310 N·m             |
| AWD (Tração Integral) | 1 motor dianteiro de indução + 1 motor traseiro síncrono | 310 kW (421 cv) (combinada) | 580 N·m (combinado) |

### Bateria e desempenho
Todas as versões são equipadas com a bateria Blade da BYD, com química de fosfato de ferro-lítio (LFP), conhecida por sua segurança e durabilidade. O carregamento rápido permite recarregar de 30% a 80% da capacidade em aproximadamente 18 minutos.
- Capacidade da bateria: 65,28 kWh, 72,96 kWh ou 78,72 kWh
- Autonomia (CLTC): 501 km
- Aceleração (0–100 km/h):
  - RWD: 7,9 segundos
  - AWD: 4,9 segundos
- Velocidade máxima: 201 km/h

### Dimensões
| Comprimento | Largura  | Altura   | Distância entre-eixos | Peso           |
| ----------- | -------- | -------- | --------------------- | -------------- |
| 4.605 mm    | 1.900 mm | 1.720 mm | 2.745 mm              | 1.995–2.265 kg |

## Versões
O Fangchengbao Tai 3 foi lançado na China em cinco versões distintas, com diferentes níveis de equipamento e tecnologia.[carece de fontes?]
| Versão                | Tradução                      | Tração | Preço de Pré-venda (China) | Principais Características                       |
| --------------------- | ----------------------------- | ------ | -------------------------- | ------------------------------------------------ |
| 501KM 后驱智驾Pro版   | 501KM RWD Smart Driving Pro   | RWD    | 139.800 RMB                | Versão de entrada com ADAS básico                |
| 501KM 后驱智驾Max版   | 501KM RWD Smart Driving Max   | RWD    | 149.800 RMB                | ADAS avançado "God's Eye C"                      |
| 501KM 四驱智驾Max版   | 501KM AWD Smart Driving Max   | AWD    | 163.800 RMB                | Tração integral e ADAS avançado                  |
| 501KM 四驱智驾Ultra版 | 501KM AWD Smart Driving Ultra | AWD    | 173.800 RMB                | Suspensão adaptativa DiSus-C                     |
| 501KM 四驱无人机版    | 501KM AWD Drone Edition       | AWD    | 203.800 RMB                | Inclui o sistema de drone DJI Lingyuan integrado |

## Tecnologia

### Sistemas de assistência ao motorista (ADAS)
O Tai 3 está equipado com o sistema DiPilot 100, comercializado como "God's Eye C" (Olho de Deus C). Nas versões Max e superiores, o sistema utiliza um conjunto de 12 câmeras, 5 radares de ondas milimétricas e 12 radares ultrassônicos para oferecer funções de condução semiautônoma de Nível 2+, como controle de cruzeiro adaptativo, assistente de permanência em faixa e navegação em piloto automático em autoestradas.

### Sistema de drone integrado
A versão topo de linha do Tai 3 é a primeira do mercado a vir com um sistema de drone totalmente integrado, desenvolvido em parceria com a DJI. O sistema, chamado DJI Lingyuan, consiste em um compartimento no teto do veículo que abriga, lança e recolhe o drone automaticamente. O drone pode ser controlado pela tela multimídia do carro, permitindo que os ocupantes capturem imagens e vídeos aéreos de suas viagens ou explorem terrenos de difícil acesso. O sistema de transmissão de imagem permite uma visualização ao vivo e estável, e o drone pode seguir o carro de forma autônoma.<[carece de fontes?]

### Chassis e infotainment
O veículo conta com tecnologias de controle de chassis da BYD para melhorar a dirigibilidade e a segurança:
- iTAC (Intelligent Torque Adaption Control): Sistema inteligente de controle de torque que distribui a força entre as rodas de forma preditiva para maximizar a aderência e a estabilidade.
- iATS (Intelligent All-Terrain System): Sistema que reconhece a superfície da estrada (asfalto, lama, areia) e ajusta automaticamente a resposta do powertrain e da suspensão.
- DiSus-C: Suspensão adaptativa com amortecedores de rigidez variável, disponível na versão Ultra, que equilibra conforto e esportividade.

O sistema de infotainment é o DiLink 100, que inclui a tela giratória, conectividade 5G, um sistema de karaokê e o sistema de som da Devialet.

## Posicionamento de mercado e recepção
O Fangchengbao Tai 3 foi projetado para criar um novo nicho no mercado de SUVs compactos, atraindo um público mais jovem que busca um veículo com design forte, alta tecnologia e capacidade para atividades de aventura, mas sem a necessidade de um off-roader extremo. Seus principais concorrentes no mercado chinês incluem o GWM Tank 300 e o Deepal G318, além de se apresentar como uma alternativa mais ousada a SUVs tradicionais como o Toyota RAV4.
A recepção inicial da crítica foi positiva. A publicação CarNewsChina elogiou o Tai 3 por "esculpir sua própria identidade" em um mercado concorrido. A análise destacou que, apesar da aparência robusta, a dirigibilidade é "suave e composta", com uma suspensão que lida bem com diferentes condições de estrada e uma direção responsiva. O design e a tecnologia, especialmente o sistema de drone, foram apontados como diferenciais que justificam seu apelo.[carece de fontes?]